# Павел Яшеница
Павел Яшенѝца (на полски: Paweł Jasienica), с рождено име Лѐон Лех Бѐйнар (на полски: Leon Lech Beynar) е полски историк, писател, журналист, офицер от Армия Крайова и участник в антикомунистическото съпротивително движение в Полша. Носител на Ордена на Възраждане на Полша (2007).
Автор е на редица книги на историческа тематика. Публикуваната в три части история на Полша му спечелва широка известност и статут на един от най-четените полски историци. Написани без да се опират на марксистката методология, книгите му се превръщат в алтернатива на официалната комунистическа историография.

## Биография
Леон Лех Бейнар е роден на 10 ноември 1909 година в разположения край река Волга руски град Симбирск, в семейството на Хелена (с моминско име Малишевска) и Миколай Бейнар, агроном. Има по-голям брат Януш и по-малка сестра Ирена. Съществува твърдение, че предците му са с татарски корени. Родът на баща му произхожда от земите на Великото литовско княжество, герб „Новѝна“. В 1914 година семейство Бейнар тръгва към полските земи. След пребиваване последователно в Белая Церков, Уман и Киев, през 1920 година пристигат във възстановената полска държава. Първоначално се заселват в Гродно, а впоследствие във Вилно
През 1928 година Леон започва да учи история във Виленския университет. В университета се запознава с бъдещата си съпруга Владислава Адамович. Дипломира се в 1932 година, като защитава магистърска теза, в която разглежда политиката на партията на „белите“, по време на полското Януарско въстание (1863 – 1864). Впоследствие завършва дивизионен курс и служи една година в Първи пехотен полк, базиран във Вилно. След уволнението си работи като частен учител.
На 1 ноември 1934 година се жени за Владислава. На следващата година младото семейство се мести в Гродно, където той започва работа като учител по история в тамошната гимназия. Там публикува първите си две книги – „Зигмунт Август в земите на някогашното Велико княжество“ (1935) (на полски: Zygmunt August na ziemiach dawnego Wielkiego Księstwa) и „Североизточните земи на Жечпосполита по време на Саксонската династия“ (на полски: Ziemie północno-wschodnie Rzeczypospolitej Polskiej za Sasów).
В полското радио във Вилно е организиран конкурс за говорители. Леон се възползва и кандидатства. Благодарение на силния си глас и добрата дикция е назначен на работа. В радиото, освен говорител, е и водещ на кратки исторически програми. По-късно започва да пише във вестник „Слово“ (на полски: Słowo), чийто главен редактор е бъдещият полски премиер в изгнание Станислав Мацкевич (1954 – 1955).
През 1938 година Леон и Владислава Бейнар се сдобиват с дъщеря Ева.

### В годините на Втора световна война
На 1 септември 1939 година Третият Райх започва масирано нападение срещу Полша, с което е поставено началото на Втората световна война. Леон Бейнар е мобилизиран в редиците на 134-ти пехотен полк, където е командир на взвод. Участва в сраженията при реките Нарев и Западен Буг. Впоследствие е взет в немски плен, но успява да избяга. През 1940 година се присъединява към тайната военна организация „Съюз за въоръжена борба“ (на полски: Związek Walki Zbrojnej, СВБ), която от 1942 година носи името „Армия Крайова“ (на полски: Armia Krajowa, АК). Приема псевдонимите „Вацлав“ и „Новина“ и работи в „Бюрото за информация и пропаганда“ на Виленския окръг от АК. Редактира радио бюлетин и преподава тайно. През есента на 1942 година, съвместно със Станислав Стома, организира таен всеобщ университет, който функционира до 1944 година. Паралелно с конспиративната дейност работи на строежи и в дъскорезница.
През юли 1944 година Бейнар участва в боевете за Вилно, в рамките на операция „Остра Брама", част от кампанията „Буря“, военна инициатива на части от АК, насочена срещу немските окупатори. След напредването на Червената армия и изтласкването на немците, избягва интерниране, като се присъединява към военната групировка на Чеслав Дембицки-„Яреми“, базирана в Руднишката гора, а впоследствие в Гродненската (Руска) гора. Разпределен е в частта на Едвард Банашиковски-„Йежа“. В края на август групировката на „Яреми“ е разпусната. Бейнар и няколко негови другара решават да се насочат към Варшава, където в този момент бушува въстание. Няколко дни по късно е пленен от болшевиките. Изпратен е в Бялисток, където след разпит е преценен като благонадежден и зачислен в просъветската Полската народна армия (ПНА). Дезертира в края на септември и се пръсъединява към Пета виленска бригада на АК.
В бригадата е известен с псевдонима „Новина“. Първоначално е адютант на ръководителя и Зигмунт Шенджеляж-Лупашко, а впоследствие става негов заместник и отговорник за конспирацията и финансите. На 10 ноември е издигнат в чин поручик. През пролетта на 1945 година, за кратко е водач на 4-ти ескадрон от брагадата. В нощта на 8 срещу 9 април ръководи ликвидационен патрул, който екзекутира кмета на село Клюковиче, осъден на смърт от Военен специален съд на Бялостошкия окръг на АК. Няколко дни по-късно, патрул ръководен от „Новина“ ликвидира кмета и още един доносник в село Витово. Три дни по-късно „Новина“ участва в акция на бригадата в село Наревка. Изпратеният отряд обезоръжава милиционерите от местния участък и ликвидира четирима доносници, сред тях и кмета. В сражение с 1-ва Варшавска танкова бригада на ПНА, на 8 срещу 9 юли „Новина“ е ранен тежко в бедрото. Пренесен е от другарите си в конспиративен санитарен пункт „Ошродка“ в Косов Ляски. Седмица по-късно патрул ръководен от Зджислав Бадоха-„Желязни“ го премества в пункт „Загуже“ край село Келпинец. Впоследствие отива в село Яшеница, където е приютен и укриван до възстановяването си от местния енорийски свещеник Станислав Фалковски. На 15 август е издигнат в чин капитан.

### Следвоенен живот
След войната Леон Бейнар се установява в Краков. Там приема псевдонима Павел Яшеница, което е продиктувано от опасения за съдбата на семейство му, което все още се намира във Вилно. Жена му официално е със статут на вдовица. Тя и дъщеря им Ева пристигат в Полша на 1 юли 1946 година и първоначално се заселват в Закопане, след това в Шчекочини, а от 1955 година живеят във Варшава.
Псевдонимът не е избран случайно. Личното име „Павел“, според думите на дъщера му, се е харесвано от баща и, а фамилията е в чест на селото, в което той е приютен и лекуван.
В старата столица Павел Яшеница започва работа в редакцията на седмичното списание „Тиго̀дник Повшѐхни“ (на полски: Tygodnik Powszechny). На 2 юли 1948 година е задържан от органите за вътрешна сигурност (на полски: Urząd Bezpieczeństwa, UB), във връзка с течащия процес срещу членове на АК от Вилно. Арестът е извършен в жилище, собственост на сестрата на Люцян Минкевич-„Виктор“. Освободен е на 27 август, със застъпничеството на Болеслав Пясецки, сътрудничещия с комунистите водач на светската католическа организация „Сдружение Pax“ (на полски: Stowarzyszenie „Pax“).
След освобождението си Яшеница се мести във Варшава, където от 1950 до 1952 година сътрудничи на Сдружение „Pax“. От това време датират сборниците му с репортажи – „Висла се сбогува с назадничавостта“ (на полски: Wisła pożegna zaścianek) (1951) и „Репортажи от разкопки – Разсъмване на славянското утре“ (на полски: Reportaże z wykopalisk – Świt słowiańskiego jutra) (1952). През 1952 година отива във Вроцлав, като сътрудник на седмичника „Нова Култура“ (на полски: Nowa Kultura). Задачата му е да се запознае с работата на микробиолога Людвик Хиршфелд. Събраната информация е издадена в книга със заглавие „Приказки за живата материя“ (на полски: Opowieści o żywej materii). През 1955 година публикува книгата „Закотвени“ (на полски: Zakotwiczeni), в която описва постиженията на учените от Гданската политехника, занимаващи се с хидротехническо строителство. 
През 1955 година купува двустайно жилище във Варшава, в което цялото семейство заживява заедно.
През февруари 1959 година попада в полезрението на полската Служба за сигурност (на полски: Służba bezpieczeństwa, SB). Наблюдението е прекратено на следващата година.
През 1960 година Яшеница публикува „Полша на Пястите“ (на полски: Polski Piastów), а в 1963 година „Полша на Ягелоните“ (на полски: Polski Jagiellonów"). И двете книги са подложени на атаки. Историчката Целѝна Бобинска обвинява Яшеница, че подходът му не е достатъчно марксистки. Борбата с цензурата съпътства писателската му работа през целия следвоенен период. През 1967 година издава „Жечпосполита на двата народа“ (на полски: Rzeczpospolita Obojga Narodów), трета книга от трилогията му, която обхваща полската история – от възникването на държавата до нейното ликвидиране в края на XVIII век.
В 1964 година Павел Яшеница се подписва под т.нар. „Писмо 34“ (на полски: List 34), протестно писмо срещу цензурата, отправено до премиера Юзеф Циранкевич.
На 29 март 1965 година умира съпругата му Владислава.
На 30 януари 1968 година студенти от Варшавския универститет организират демонстрация срещу свалянето на постановката „Задушница“ (на полски: Dziady) от афиша на Националния театър. Това събитие дава началото на масови студенски протести, които довеждат до „мартенските събития“. На 29 февруари Съюзът на полските писатели (СПП) организира събрание, на което да се обсъди свалянето на пиесата. Яшеница изказва негативното си отношение към това действие и критикува липсата на обективност в пресата, както и антисемитската кампания на властите. Също так подписва писмо до университета, в което се изразява подкрепа за студентите. Тези негови действия предизвикват реакция на най-високо политически ниво. Първият секретар на ЦК на ПОРП Владислав Гомулка, в свое изкаване на конгреса на партията от 19 март, го нарочва за един от главните виновници за разигралите се събития. Споменава за членството му в „престъпната банда на Лупашко“ и подмята клеветата, че Яшеница е освободен през 1948 година, заради съгласие да сътрудничи на UB. В пресата се поясяват множество статии срещу него.
| „                                        | Павел Яшеница злоупотреби с щедростта на народната власт (…) и до днес остава на вражески позиции | “ |
| „Трибуна Люду“ (на полски: Trybuna Ludu) |                                                                                                   |   |

Това спомага за изкючването му от СПП. Също така отново става обект на следене от SB. Дъщера му споделя, че в този период семейството получава стотици заплахи по телефона.

По това време Яшеница се запознава със Зофия О'Бретени, административна служителка в един от факултетите на Варшавския университет. На 10 декември 1969 година се жени за нея. След демократичните промени се разкрива, че Зофия е била агент на SB, и през цялото време донася информация на службите за съпруга си и неговите приятели. Последната му книга, която остава и недовършена е „Дневник“ (на полски: Pamiętnik). В нея се открива текста:
| „         | Не знам, никой не може да ми гарантира, каква ще е съдбата на тези записки, за какво и на кого ще послужат. Моят дом съвсем не е моя крепост. Не съм господар на чекмеджето на собственото си бюро. | “ |
| Pamiętnik | |   |

Пролетта на следващата година е диагностициран с рак на белите дробове в напреднала фази. Умира на 19 август 1970 година.
На 3 май 2007 година президентът Лех Качински удостоява посмъртно Павел Яшеница с Голям кръст на Ордена на Възраждане на Полша – за заслуги към републиката и за изключетелни постижения в писателската дейност.

## Трудове
- Zygmunt August na ziemiach dawnego Wielkiego Księstwa (1935)
- Ziemie północno-wschodnie Rzeczypospolitej za Sasów (1939)
- Wisła pożegna zaścianek (1951)
- Świt słowiańskiego jutra (1952)
- Biały front (1953)
- Opowieści o żywej materii (1954)
- Zakotwiczeni (1955)
- Archeologia na wyrywki: Reportaże (1956)
- Chodzi o Polskę (1956)
- Kraj nad JangTse (1957)
- Śladami potyczek (1957)
- Polska Piastów (1960)
- Słowiański rodowód (1961)
- Tylko o historii (1962)
- Polska Jagiellonów (1963)
- Trzej kronikarze (1964)
- Ostatnia z rodu: Opowieść o Annie Jagiellonce (1965)
- Rzeczpospolita Obojga Narodów (1967)
- Pamiętnik (1989) – дневник, издаден посмъртно